# CJ CGV
CJ CGV (hangul: 씨제이 씨지브이) – największa sieć kin wielosalowych w Korei Południowej, która posiada swoje oddziały także w Chinach, Wietnamie, Stanach Zjednoczonych, Indonezji, Mjanmie i Turcji. CGV to piąta co do wielkości sieć multipleksów na świecie, CJ CGV obsługuje 3033 ekrany w 401 miejscach w siedmiu krajach, w tym w 1031 ekrany w 139 miejscach w Korei Południowej (stan na czerwiec 2017 r.). CGV bierze swoją nazwę od pierwszych liter trzech angielskich słów: „Cultural”, „Great” i „Vital”.
CGV powstał jako Theater Business Team wewnątrz CJ CheilJedang w 1995 roku. W grudniu 1996 roku CJ Golden Village została założona przez CJ Group, hongkoński Golden Harvest oraz australijski Village Roadshow. Obecnie sieć zarządzana jest wyłącznie przez CJ, gdyż Golden Harvest i Village Roadshow wycofały się ze współpracy. Pierwszy multipleks został otwarty dwa lata później, w kwietniu 1998 roku w Gangbyeon. W marcu 2001 roku firma zmienia nazwę na CGV, a następnie w październiku 2002 roku zmieniła nazwę na CJ CGV. W grudniu 2004 roku CJ CGV została pierwszą siecią kinową notowaną na Korea Exchange.